# Castelo do Crato
O Castelo do Crato, também referido como Fortificações do Crato ou Castelo da Azinheira, localiza-se na atual freguesia de Crato e Mártires, Flor da Rosa e Vale do Peso, na vila e no Município do Crato, Distrito de Portalegre, no Alentejo, em Portugal.
Castelo hospitalário, ergue-se em posição dominante sobre a povoação, elevada à condição de sede da Ordem no país desde 1340.
O Castelo do Crato está classificado como Imóvel de Interesse Público desde 1982.

## História

### Antecedentes
Pouco se conhece acerca da primitiva ocupação humana do sítio do castelo, alguns autores identificando vestígios de uma fortificação Romana nos alicerces do castelo medieval.

### O castelo medieval
À época da Reconquista cristã da Península Ibérica, a região do Crato passou para o domínio cristão desde 1160. O seu repovoamento, entretanto, só se registrou a partir de 1232, após a doação, por D. Sancho II (1223-1248), dos domínios de Amieira, Gavião e Ucrate (ou Ocrato) à Ordem dos Hospitalários, com a obrigação de fomentá-los e fortificá-los. Desse modo, sendo prior D. Mem Gonçalves, foi iniciada a construção do Castelo do Crato. Visando atrair povoadores, a povoação recebeu Carta de Foral, passada pela Ordem a 18 de Dezembro de 1270 da Era de César (1232 da Era Cristã).
Posteriormente, entre 1336 e 1341 procedeu-se a transferência da sede da Ordem de Leça do Bailio para a vila do Crato, com constituição do Priorado do Crato, que se constituiu em cabeça da Ordem, após a batalha do Salado (1340).
Os trabalhos de edificação do castelo prosseguiram durante o século XIV, conforme testemunham algumas cartas do rei D. Pedro I (1357-1367), datadas de 1358 e 1359, onde se referem a abertura de "cauas & barbacas, em cada uma das Villas do Crato e da Amieira". Em 1430, o 5.° Prior do Crato, D. Frei Nuno Gonçalves de Góis, promove a reconstrução do castelo e a construção da cerca da vila.
No contexto da menoridade de Afonso V de Portugal (1438-1481), tendo D. Duarte deixado como regente a rainha D. Leonor de Aragão, o país mergulha numa crise política onde se alinham de um lado, a nobreza, que a apoia, e de outro, a burguesia, que dela desconfia. A agitação popular leva a que sejam convocadas as Cortes de 1439, que no mês de Dezembro, em Lisboa, elegeram o Infante D. Pedro como Regente do reino. Com o aprofundamento da crise, em Novembro de 1440, a rainha retira-se para o Castelo de Almeirim e dele para o Castelo do Crato, vizinho à fronteira, sob a proteção do prior da Ordem, onde aguarda uma prometida intervenção das forças de Castela a seu favor, a qual acabou por não se materializar. Assustada, D. Leonor refugiou-se no reino vizinho (29 de Dezembro), onde veio a falecer poucos anos mais tarde. O Castelo do Crato, cercado pelas tropas do Regente D. Pedro, foi arrasado nessa época, voltando a ser reconstruído mais tarde.
Sob o reinado de Manuel I de Portugal (1495-1521), a povoação recebeu o Foral Novo (1512). Alguns anos mais tarde, em Novembro de 1518, realizaram-se, no palácio do castelo, as núpcias do soberano com D. Leonor de Castela. Uma nova etapa construtiva se sucedeu no castelo quando da celebração do casamento de D. João III (1521-1557) com D. Catarina de Áustria, em 1525, quando foi reconstruído o seu portão. Estes eventos ilustram a importância e estado de conservação do castelo no período.
Posteriormente, no início do século XVII, entre 1615 e 1621, Pedro Nunes Tinoco desenhou a povoação e as suas fortificações, legando-nos o mais antigo desenho conhecido das mesmas.

### Da Guerra da Restauração ao século XIX
No contexto da Guerra da Restauração, as defesas do Crato foram modernizadas, adaptadas aos então modernos tiros de artilharia. Para tanto, a partir de 1642 foram promovidas obras de beneficiação, que envolveram o castelo medieval em uma fortificação abaluartada, com planta poligonal irregular estrelada. Entretanto, com as obras ainda em andamento, a vila foi cercada e conquistada pelas tropas espanholas sob o comando de D. João de Áustria (29 de Outubro de 1662), que promoveram a destruição das suas defesas. No incêndio decorrente, foram consumidos os documentos do Cartório e Arquivo do Priorado da Ordem.
Os séculos seguintes acentuaram o estado de ruína do conjunto, tanto das estruturas medievais como das modernas, desaparecendo a Casa do Governador, a ponte levadiça, baluartes e outros, tendo chegado aos nossos dias uma guarita, a cisterna, duas torres arruinadas e algumas canhoneiras.

### Do século XX aos nossos dias
A partir de 1 de Março de 1939, os remanescentes da fortificação foram adquiridos pelo embaixador Dr. Rui Teixeira Guerra. A partir da segunda metade da década de 1940, a Direcção-Geral dos Edifícios e Monumentos Nacionais inicia-lhe trabalhos de consolidação e restauro, com a reconstrução de panos de muralhas (1946), conservação (1956 e 1958), reparos de estragos causados pelas chuvas (1963), conservação e reconstrução (1977, 1980, 1983, 1985 e 1988-1989). Neste ínterim, o conjunto foi classificado como Imóvel de Interesse Público por Decreto publicado em 26 de Fevereiro de 1982.
Em 1989, o Arquitecto António Maria da Calça e Pina Teixeira Guerra, filho do embaixador, como representante do proprietário, transmitiu o imóvel à Câmara Municipal do Crato, durante o mandato socialista presidido por José Bastos Leitão. Esta, por sua vez, concessionou-o, a 19 de Setembro desse mesmo ano, por um contrato de 99 anos, à ADR - Agência de Desenvolvimento Regional, Lda., cujo gerente é o mesmo Arquitecto. Este profissional apresentou, a 7 de Novembro de 1991, um projeto de conservação e revitalização do castelo, de sua autoria, cuja execução iniciou-se já no ano seguinte. Novos trabalhos foram executados a partir de 1997, a cargo da Fundação do Castelo do Crato, que, além da conservação do existente, tem uma proposta de erigir nova obra, englobando museu (gipsoteca e salas de exposição), sede administrativa da Fundação, salas de conferências, centro audiovisual/multimédia, núcleo de alojamento com capacidade para 15 a 20 pessoas, restaurante e área de lazer.

## Características
O castelo medieval, na cota de 272 metros acima do nível do mar, apresentava planta no formato trapezoidal, tendo as suas muralhas reforçadas por cinco torres nos ângulos, sendo que a torre Norte era a de menagem.
A cerca da vila, da qual subsistem alguns troços, era amparada por seis torres: a do Sino, a da Seda, a de São Pedro, a da Porta Nova, a de Beringal e a de Santarém.
Em meados do século XVII, o castelo foi transformado num fortim abaluartado, com planta poligonal irregular no formato de uma estrela com quatro pontas, com um redente pelo lado Sul-Sudoeste. Entre as diversas estruturas que subsistiram, destacam-se as plataformas para a artilharia, a porta do fortim e a cisterna no centro do conjunto.
O baluarte Norte foi recentemente restaurado com as suas doze casamatas e uma guarita.